# Nedjeljko Jusup
Nedjeljko Jusup (Zadar, 7. siječnja 1951.), novinar, publicist, predavač i urednik, utemeljitelj te prvi i dugogodišnji glavni urednik tjednika i dnevnika Zadarski list.

## Životopis
Završio je osnovnu školu u Briševu, gimnaziju pedagoškog smjera "Juraj Baraković" u Zadru, a studij novinarstva na Fakulteti za sociologijo, politične vede in novinarstvo u Ljubljani.
S pisanjem počinje još kao srednjoškolac u zadarskom Narodnom listu, tijekom studija u Ljubljani surađuje u Ljubljanskom dnevniku, Pavlihi i u splitskom tjedniku Nedjeljnoj Dalmaciji. Od 1980. do 1991. urednik je dopisništva u Radničkim novinama, tjedniku Saveza sindikata Hrvatske. Surađuje u Večernjem listu, Oku, Zapadu, Novom listu. 
Početkom Domovinskog rata pokreće Ratni bilten 112. brigade HV. Od 1. kolovoza 1992. do 14. listopada 1994. profesionalno radi kao komentator-urednik u Narodnom listu.
Potom, 3. studenoga iste godine sa skupinom zadarskih novinara pokreće tjednik Zadarski list, koji nakon četiri godine 21. prosinca 1998. pod njegovim vodstvom prerasta u dnevnik Zadarski list - prvi domicilni dnevni list u povijesti Zadra i šire zadarske regije.
Bavi se i publicistikom, u ediciji Biseri Jadrana pod egidom "Ulica starija od grada" objavio esej o glavnoj zadarskoj ulici Kalelargi,  napisao više tekstova o razvitku medija u Zadru, uredio knjige "Politički obračuni", "Hrvatski misir", "Dragulji hrvatskog misira", "112. brigada: Od dragovoljačkih odreda do međunarodnog priznanja RH" i Putopisne paralele: "Od Cerodola do Burgundije", uredio i za objavu priredio memoare Stanislav Antić: Moje životno djelo. Aktivno sudjeluje na skupovima i seminarima, okruglim stolovima ili tribinama posvećenim aktualnim problemima novinara.
Oženjen, otac sina. Živi i radi u Zadru, trenutno u ulozi savjetnika direktora i glavnog urednika Zadarskog lista. Kao vanjski suradnik - naslovni asistent sudjeluje u izvođenju nastave Komunikologija masovnih medija na Odjelu za turizam i komunikacijske znanosti Sveučilišta u Zadru.

## Projekti
Ratni bilten 112. brigade HV 
Tjednik Zadarski list
Dnevnik Zadarski list

## Članstvo
Hrvatsko novinarsko društvo i Međunarodna federacija novinara (IFY)

## Nagrade i priznanja
Spomenica Domovinskog rata
Zlatno pero Noćnjaka, priznanje Zadružnog saveza Dalmacije 
Zlatno pero 1991/1992. godišnja nagrada Hrvatskog novinarskog društva. 